# 自由埃及人党
自由埃及人党 (阿拉伯语： ḥizb al-Maṣrīyīn al-aḥrār, [ħezb el mɑsˤɾejˈjiːn el ʔɑħˈɾˤɑːɾˤ]) 是埃及的一个自由主义政党，于2011年埃及革命后的4月3日由工程师兼富商那古布·萨维里斯(Naguib Sawiris)和其他一些商界、文化界的个人与政治活动家领导创建。埃及裔美国科学家Farouk El-Baz、埃及的阿拉伯诗人Ahmed Fouad Negm、作家Gamal El-Ghitani以及电信企业家Khaled Bichara都是该党成员。
该党是埃及人集团的成员，埃及人集团作为捍卫埃及人的世俗社会的政党组织，是穆斯林兄弟会等宗教性政党的主要对手。